# Barry Gibb

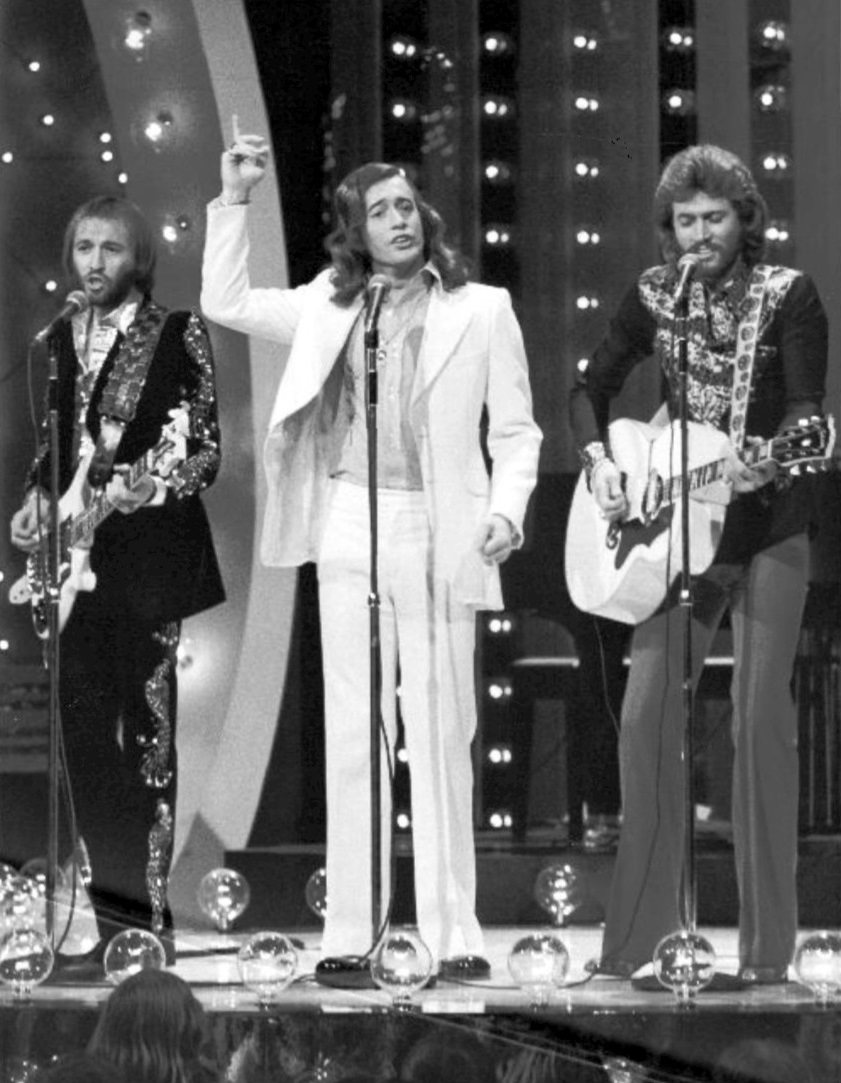
Barry Gibb (till höger) med Bee Gees 1973.

Barry Alan Crompton Gibb, född 1 september 1946 i Douglas, Isle of Man, är en brittisk-australisk sångare, låtskrivare och musikproducent. Med sina bröder Robin och Maurice startade han Bee Gees, som blev en av de mest framgångsrika popgrupperna någonsin.
När samtliga hans bröder nu har dött är han den enda Gibb-brodern i livet. Han adlades av Drottning Elizabeth II på nyårsafton 2017.

## Diskografi, solo
Studioalbum
- 1970 – The Kid's No Good
- 1984 – Now Voyager
- 1986 – Moonlight Madness
- 2016 – In the Now

Demoalbum
- 2006 – The Guilty Demos
- 2006 – The Heartbreaker Demos
- 2006 – The Eyes That See in the Dark Demos
- 2006 – The Eaten Alive Demos

Soundtracks
- 1988 – Hawks